# 시노다 미츠요시
시노다 미츠요시(Mitsuyoshi Shinoda, 1981년 10월 1일 ~ )는 일본의 배우, 텔레비전 배우이다.
가나가와현에서 태어났다.

## 방송
- 헤어지면 좋아하는 사람
- TEAM ~경시청 특별 범죄 수사 본부~
- 고교입시

## 영화
- 헤어지면 좋아하는 사람 (2015년)
- TEAM ~경시청 특별 범죄 수사 본부~ (2014년) - 카자마 테루키 역
- 고교입시 (2012년)
- 오늘부터 히트맨 (2009년)
- 아키바 (2006년)
- 테니스의 왕자님 (2006년)
- 프레이(일본어판) (2005년)